# Adam Karabec
Adam Karabec (Praga, 2 luglio 2003) è un calciatore ceco, centrocampista dell'Olympique Lione, in prestito dallo Sparta Praga.

## Caratteristiche tecniche
È un trequartista molto tecnico in grado di essere efficace sia in fase di assistenza sia in conclusione. Dotato di ottimi tempi di inserimento ed abile negli spazi stretti, può essere utilizzato anche come mezzala o esterno offensivo.
Nel 2020 è stato inserito nella lista dei migliori sessanta calciatori nati nel 2003 stilata da The Guardian.

## Carriera

### Club

#### Sparta Praga
Cresciuto nel settore giovanile del Bohemians, nel 2016 è stato acquistato dallo Sparta Praga dove ha trascorso altre quattro stagioni nell'Academy. Ad inizio 2020 ha iniziato ad essere aggregato al gruppo della prima squadra ed il 23 febbraio ha fatto il suo esordio fra i professionisti giocando l'incontro di 1. liga perso 1-0 contro il Sigma Olomouc. Il 31 maggio seguente ha invece trovato la sua prima rete in carriera fissando il punteggio sul definitivo 4-1 nella trasferta vinta conto il Karviná. Al termine della stagione ha rinnovato il proprio contratto con il club ceco fino al 2023 ed il 22 ottobre seguente ha debuttato nelle competizioni europee giocando l'incontro di Europa League perso 4-1 contro il Lilla.

#### Prestiti ad Amburgo e Olympique Lione
Il 4 luglio 2024 viene ufficializzato il suo trasferimento all'Amburgo in prestito con diritto di riscatto.
Il 12 agosto 2025 viene ceduto nuovamente in prestito, questa volta all'Olympique Lione, in Ligue 1.

### Nazionale
Ha giocato nelle nazionali giovanili ceche Under-19 ed Under-21.

## Statistiche

### Presenze e reti nei club
Statistiche aggiornate al 12 agosto 2025.
| Stagione              | Squadra               | Campionato            | Campionato | Campionato | Coppe nazionali | Coppe nazionali | Coppe nazionali | Coppe continentali | Coppe continentali | Coppe continentali | Altre coppe | Altre coppe | Altre coppe | Totale | Totale | Totale |
| Stagione              | Squadra               | Comp                  | Pres       | Reti       | Comp            | Pres            | Reti            | Comp               | Pres               | Reti               | Comp        | Pres        | Reti        | Pres   | Reti   |        |
| --------------------- | --------------------- | --------------------- | ---------- | ---------- | --------------- | --------------- | --------------- | ------------------ | ------------------ | ------------------ | ----------- | ----------- | ----------- | ------ | ------ | ------ |
| 2019-2020             | Sparta Praga B        | CFL                   | 7          | 3          | -               | -               | -               | -                  | -                  | -                  | -           | -           | -           | 7      | 3      |        |
| 2020-2021             | Sparta Praga B        | CFL                   | 3          | 1          | -               | -               | -               | -                  | -                  | -                  | -           | -           | -           | 3      | 1      |        |
| 2022-2023             | Sparta Praga B        | 2L                    | 5          | 0          | -               | -               | -               | -                  | -                  | -                  | -           | -           | -           | 5      | 0      |        |
| Totale Sparta Praga B | Totale Sparta Praga B | Totale Sparta Praga B | 15         | 4          |                 | -               | -               |                    | -                  | -                  |             | -           | -           | 15     | 4      |        |
| 2019-2020             | Sparta Praga          | 1L                    | 10         | 1          | CRC             | 0               | 0               | -                  | -                  | -                  | -           | -           | -           | 10     | 1      |        |
| 2020-2021             | Sparta Praga          | 1L                    | 23         | 3          | CRC             | 3               | 0               | UEL                | 5                  | 0                  | -           | -           | -           | 31     | 3      |        |
| 2021-2022             | Sparta Praga          | 1L                    | 30         | 2          | CRC             | 4               | 0               | UCL+UEL+UECL       | 3+3+2              | 0                  | -           | -           | -           | 42     | 2      |        |
| 2022-2023             | Sparta Praga          | 1L                    | 23         | 2          | CRC             | 3               | 0               | UECL               | 2                  | 0                  | -           | -           | -           | 28     | 2      |        |
| 2023-2024             | Sparta Praga          | 1L                    | 21         | 4          | CRC             | 2               | 1               | UCL+UEL            | 0+7                | 0                  | -           | -           | -           | 30     | 5      |        |
| Totale Sparta Praga   | Totale Sparta Praga   | Totale Sparta Praga   | 107        | 12         |                 | 12              | 1               |                    | 22                 | 0                  |             | -           | -           | 141    | 13     |        |
| 2024-2025             | Amburgo               | 2L                    | 31         | 3          | CG              | 2               | 0               | -                  | -                  | -                  | -           | -           | -           | 33     | 2      |        |
| 2025-2026             | Olympique Lione       | L1                    | -          | -          | CF              | -               | -               | UEL                | -                  | -                  | -           | -           | -           | -      | -      |        |
| Totale carriera       | Totale carriera       | Totale carriera       | 153        | 19         |                 | 14              | 1               |                    | 22                 | 0                  |             | -           | -           | 189    | 20     |        |

## Palmarès

### Club

#### Competizioni nazionali
- Campionato ceco: 2

Sparta Praga: 2022-2023, 2023-2024
- Coppa della Repubblica Ceca: 1

Sparta Praga: 2023-2024